# Christian Friedrich Schafberg
Christian Friedrich Schafberg (um 1800 – nach 1843) war ein deutscher Orgelbauer, der in der ersten Hälfte des 19. Jahrhunderts in Sachsen-Anhalt wirkte.

## Leben
Über Christian Friedrich Schafbergs Lebensumstände ist nicht viel bekannt. Sein Name wird erstmals 1818 genannt. Nach 1843 verliert sich seine Spur.
Schafberg richtete seine Werkstatt in Querfurt ein. Aus seiner Hand sind nur drei Arbeiten bekannt, die sich auf einen Zeitraum von knapp 40 Jahren erstrecken. Bei wem Schafberg in die Lehre ging und was sein Hauptberuf war, ist derzeit noch nicht bekannt. Seine Arbeiten erstrecken sich auf einen Radius von circa 10 Kilometern um die Stadt Querfurt herum.
Ein Emil Schafberg, der 1873 als Orgelbauer-Gehilfe bei Urban Kreutzbachs Söhnen nachweisbar ist, könnte mit Christian Friedrich Schafberg verwandt sein.

## Werk und Charakteristika
Schafberg tritt erstmals 1818 mit dem Bau einer Orgel für die Wenzelskirche Langeneichstädt auf. 1821 stellte er einen Kostenvoranschlag für die Orgel von Nemsdorf aus, der aber scheinbar nicht zur Ausführung kam. Sein letztes bekanntes Werk steht in Niederschmon und ist verändert erhalten.
Schafberg baute konventionelle Instrumente mit mechanischen Trakturen und Schleifladen, die der zeittypischen früh- bis hochromantischen Disposition folgen. Charakteristisch erscheint hier bereits, dass das Oberwerk gegenüber dem Hauptwerk zwar schon deutlich reduzierter ist, aber dennoch ein vollkommen eigenständiges Werk darstellt. Die handwerkliche Qualität des einzigen erhaltenen Instrumentes in Niederschmon ist gut bis sehr gut, die Metallpfeifen sind recht dickwandig gehalten. Auf technische Experimente oder Innovationen wie neuartige Windladen- oder Trakturformen verzichtete Schafberg.

## Werkliste
| Jahr      | Ort             | Gebäude                 | Bild | Manuale | Register | Bemerkungen                                            |
| --------- | --------------- | ----------------------- | ---- | ------- | -------- | ------------------------------------------------------ |
| 1805      | Edersleben      | St.-Bartholomäus-Kirche |      | II/P    | 17       |                                                        |
| 1818–1820 | Langeneichstädt | St. Wenzel              |      | II/P    | 19       | 1822 vollendet, Prospekt erhalten → Orgel              |
| 1821      | Nemsdorf        | St. Georg               |      |         |          | Reparaturanschlag für die Orgel                        |
| 1843      | Niederschmon    | St. Markus              |      | II/P    | 18       | leicht verändert erhalten, aber nicht spielbar → Orgel |